# Cláudio Adão
Cláudio Adalberto Adão, detto Cláudio Adão (Volta Redonda, 2 luglio 1955), è un allenatore di calcio ed ex calciatore brasiliano, di ruolo attaccante.

## Caratteristiche tecniche
Giocava come attaccante; è stato uno dei migliori cannonieri nei campionati in cui ha giocato, riuscendo spesso a divenire il miglior marcatore, come nel caso dei campionati Carioca 1978, 1980 e 1984, del Campeonato Baiano 1986 e del campionato peruviano 1990.

## Carriera

### Giocatore

#### Club
Il suo primo club fu il Santos, nel quale debuttò nel 1972. Quando Pelé lasciò il club nel 1974, fu previsto per Adão un brillante futuro, tanto che l'attaccante veniva considerato il sostituto naturale di O Rei. Adão soffrì però un grave infortunio che lo tenne fuori dal campo per diversi mesi.
L'allenatore del Flamengo, Cláudio Coutinho, lo prelevò così dal Santos mentre era ancora infortunato; il club lo lasciò andare e grazie alle terapie di riabilitazione del Flamengo l'attaccante si riprese e divenne uno dei migliori marcatori della squadra.
Oltre a Flamengo e Santos, Adão giocò per Botafogo, Vasco, Fluminense, Portuguesa-SP, Corinthians, Bangu, EC Bahia, Cruzeiro, Portuguesa-RJ, Campo Grande-RJ, Ceará SC, Santa Cruz, Volta Redonda FC, Rio Branco-RJ and Desportiva-ES.
All'estero giocò per Austria Vienna, Al Ain FC, Benfica e Sport Boys.

#### Nazionale
Convocato da Zizinho per i Giochi Panamericani del 1975, Cláudio Adão segnò nove reti nelle cinque partite da lui disputate in tale competizione. Adão ha rappresentato il Brasile durante il Campionato mondiale di calcio over 35 nel 1989.

### Allenatore
Da tecnico ha guidato CSA, Ceará, Rio Branco-ES, e Volta Redonda FC. Alla guida del Rio Branco, ha vinto il Campeonato Capixaba 2001.

## Palmarès

### Giocatore

#### Club

##### Competizioni statali
- Campionato Carioca: 5

Flamengo: 1978, 1979, 1979
Fluminense: 1980
Vasco da Gama: 1982
- Campionato paulista: 1

Santos: 1973
- Taça Guanabara: 3

Flamengo: 1978, 1979, 1980
- Taça Rio: 1

Flamengo: 1983
- Campionato Baiano: 3

Bahia: 1986, 1987, 1991
- Campionato Mineiro: 1

Cruzeiro: 1987
- Campionato Cearense: 2

Ceará: 1992, 1993
- Campionato Pernambucano: 1

Santa Cruz: 1993
- Copa Rio

Volta Redonda: 1995

##### Competizioni nazionali
- Campionato brasiliano: 2

Flamengo: 1980, 1983

#### Nazionale
- Giochi panamericani: 1

Città del Messico 1975

#### Individuale
- Capocannoniere del Campionato Carioca: 3

1978 (19 gol), 1980 (20 gol), 1984 (12 gol)
- Capocannoniere del Campionato Baiano: 1

1986 (27 gol)
- Capocannoniere del campionato peruviano: 1

1990 (31 gol)

### Allenatore
- Campionato Capixaba: 1

Rio Branco: 2001